# Przylądek Południowy (Kamczatka)
Przylądek Południowy (ros. мыс Южный) – przylądek w Rosji, na Kamczatce; współrzędne geograficzne 57°47′N 156°49′E/57,783333 156,816667.
Leży w Kraju Kamczackim, w środkowej części zachodniego wybrzeża Kamczatki, nad Morzem Ochockim, u wejścia do Zatoki Szelichowa. 